# Andy White (batteur)
 (juin 2018).
Si vous disposez d'ouvrages ou d'articles de référence ou si vous connaissez des sites web de qualité traitant du thème abordé ici, merci de compléter l'article en donnant les références utiles à sa vérifiabilité et en les liant à la section « Notes et références ».
Pour les articles homonymes, voir White et Andy White.
Andrew White, dit Andy, (27 juillet 1930 - 9 novembre 2015) est un batteur écossais, principalement musicien de session. Musicien studio, il est surtout connu pour avoir remplacé Ringo Starr à la batterie sur la chanson Love Me Do des Beatles. Andy a joué sur la version qui apparait sur le premier album britannique du groupe, Please Please Me qui sera aussi utilisée pour le single américain paru l'année suivante. Il a également joué sur la face B P.S. I Love You, qui apparait autant sur la version anglaise qu'américaine de ce single et sur l'album.
White a joué avec d'autres musiciens et groupes populaires tant au Royaume-Uni qu'aux États-Unis, notamment Chuck Berry, Billy Fury, Herman's Hermits et Tom Jones. Il est qualifié par  Bruce Eder pour AllMusic comme « l'un des batteurs les plus occupés d'Angleterre entre la fin des 50 et le milieu des 70 »

## Jeunesse et carrière musicale
Andy White est né à Glasgow le 27 juillet 1930, fils d'un boulanger. À l'âge de 12 ans, il commence à jouer de la batterie dans un groupe de cornemuses et devient musicien professionnel à l'âge de 17 ans. Dans les années 1950 et au début des 60, Andy joue avec de nombreux groupes et musiciens.  En 1958, il crée une grande formation de jazz et l'emmène dans le nord-est américain où il soutient des musiciens et groupes comme Chuck Berry, les Platters et Bill Haley & His Comets.
White a dit : « Nous avons utilisé des arrangements de big band et nous avons mis un peu de rythme pour nous adapter au rock 'n' roll, j'ai eu la chance de vivre la naissance du rock'n'roll en chair et en os ». En 1960 à Londres, il enregistre avec Billy Fury sur son premier album, The Sound of Fury, qui est généralement considéré comme le premier album de rock and roll de Grande-Bretagne.
Au début des années 1960, White vit à Thames Ditton et est marié à la chanteuse britannique Lyn Cornell (en) qui devient plus tard membre des Vernons Girls, des Pearls et des Carefrees. Ces dernières sortent en 1964 la chanson We Love You Beatles (en), culminant aux États-Unis au n ° 39 et restant sur les tableaux du Billboard pendant cinq semaines. 

## Les Beatles
En septembre 1962, White reçoit un appel de Ron Richards, l'assistant du producteur de disques George Martin aux studios EMI à Londres, lui demandant d'assister à une session d'enregistrement d'un tout nouveau groupe, sorti de Liverpool. Richards a déjà utilisé ce batteur studio dans le passé. Les Beatles ont précédemment enregistré Love Me Do à deux reprises; lors de leur test d'artistes dans les mêmes studios le 6 juin 1962 avec Pete Best à la batterie et encore le 4 septembre 1962 avec leur nouveau batteur Ringo Starr, celui-ci ayant remplacé Best le mois précédent. 
Martin, ayant désapprouvé le jeu de batterie de Best, est aussi mécontent du jeu de batterie du nouveau venu Ringo Starr, qui participe à sa première séance studio professionnelle. Alors, le 11 septembre 1962, Richards, qui est chargé de l'enregistrement ce jour-là, reprend l'enregistrement de Love Me Do avec Starr au tambourin, ayant été contraint de céder sa place à White. P.S. I Love You a également été enregistré pendant cette séance avec White jouant en « cross-stick » à la batterie et Starr jouant des maracas. White affirme avoir été payé £ 5 pour la session et 10 / - (50p) pour avoir apporté sa batterie, et n'a pas gagné de redevances de la vente des disques. 
La version de Love Me Do avec Ringo à la batterie a été utilisée sur les pressages britanniques et canadiens du single en 1962. La version avec White à la batterie est par contre utilisée sur le premier album des Beatles, Please Please Me en 1963, ainsi que sur les premiers pressages américains du single en 1964 et sur toutes les versions ultérieures du single. Cette version de l'album est aussi entendue sur toutes les compilations des meilleurs succès du groupe. La version avec Ringo à la batterie a également été rééditée ponctuellement; elle est apparue sur la compilation américaine Rarities (1980), placée sur la compilation Past Masters en 1988 et, en 1992, rajoutée comme troisième piste d'une sortie anniversaire du single en CD. En 2022, elle est « démixée » et remixée afin d'être couplée à la chanson Now and Then et ensuite placée sur la réédition de la compilation The Beatles 1962–1966. La version de Pete Best, initialement considérée comme perdue, est placée sur Anthology 1 en 1995. 
Dans une interview à la BBC en 2012, White affirmait que lors de la session du 11 septembre, il jouait également sur un enregistrement de Please Please Me et cette performance était utilisée sur le single : « Juste par le son de la batterie, je peux dire de quelle version il s'agit, le son et le style de Ringo était très différent du mien, chaque batteur obtient un son individuel, tout d'abord par la façon dont les tambours sont accordés, puis par la façon dont ils jouent »
C'était la seule fois où Andy joua avec les Beatles, mais ce fut suffisant pour le faire entrer dans les livres d'histoire et la distinction d'être considéré comme l'un des « cinquième Beatles ». White a dit que ce jour-là dans le studio les seuls membres des Beatles avec lesquels il a travaillé étaient Paul McCartney et John Lennon, parce qu'ils étaient les auteurs-compositeurs. « Ils n'utilisaient pas de musique écrite, et tout ce que je devais faire c'était de jouer selon leurs indications pour avoir une idée de ce qu'ils voulaient, avant même que nous puissions commencer à enregistrer. »

## Autres projets
Plus tard, White a joué sur des disques de Herman's Hermits, sur la chanson à succès de Tom Jones It's Not Unusual et sur Shout de Lulu. Il a également travaillé avec de nombreux autres musiciens et groupes, dont Rod Stewart, Anthony Newley, Bert Weedon et le BBC Scottish Radio Orchestra (en) à Glasgow. En 1965, il joue sur une chanson Out of time de l'album de Chris Farlowe, The Art of Chris Farlowe avec son groupe The Thunderbirds qui inclut Albert Lee et Jimmy Page à la guitare, Pete Solley à l'orgue, Carl Palmer à la batterie et Mick Jagger qui fait les chœurs en plus de produire l'album, celui-ci sera publié en 1966. Par la suite, White tourne aux États-Unis avec Marlene Dietrich et se produit dans ses spectacles de cabaret, sous la direction musicale du compositeur alors inconnu Burt Bacharach et, de 1965 jusqu'à sa retraite à 1975, le pianiste et compositeur britannique William Blezard (en).
White a joué P.S. I Love You en 2008, cette fois sur une version d'un groupe rock du New Jersey, les Smithereens. En 2007, le groupe a enregistré Meet the Smithereens, un hommage aux Beatles, couvrant l'ensemble de leur album Meet the Beatles. Après que l'expert des Beatles Tom Frangione ait présenté White au groupe, ils lui ont demandé de jouer sur leur prochain album en hommage aux Beatles dans leur studio d'enregistrement House of Vibes à Highland Park. Cet enregistrement sort fin 2008 sur B-Sides The Beatles, un album de reprises de singles des Beatles parus de 1962 à 1965. White a également joué avec les Smithereens en mai 2008 lors du « We Get By With A Little Help From Our Friends », une collecte de fonds pour les soins de santé de la fondation Paper Mill à Millburn.
À la fin des années 1980, White déménage aux États-Unis et vit à Caldwell, au New Jersey, où il enseigne la batterie. Il est également juge à l'Association des cornemuses aux États-Unis (EUSPBA) et professeur de batterie pour le Emerald Pipe Band du Département des services correctionnels de la ville de New York. Il est marié à Thea White, une bibliothécaire qui a fourni la voix de Muriel dans l'émission Courage the Cowardly Dog du Cartoon Network. White avait un autocollant sur sa voiture sur lequel était écrit « 5TH BEATLE » 5e Beatle. Il a dit que « l'un de mes étudiants m'a donné ça ».

## Décès
White est mort à la suite d'un accident vasculaire cérébral à Caldwell, New Jersey, le 9 novembre 2015, à l'âge de 85 ans.

## Discographie
- 1960 : The Sound of Fury (en) de Billy Fury
- 1962 : Love Me Do / P.S. I Love You des Beatles - Single britannique (face B seulement).
- 1963 : Please Please Me des Beatles (Love Me Do et P.S. I Love You avec White sont placées sur l'album).
- 1964 : Love Me Do / P.S. I Love You des Beatles - Single américain (sur les deux faces).
- 1964 : Shout de Lulu and The Luvers
- 1965 : It's Not Unusual de Tom Jones - Single
- 1965 : Gonks Go Beat (en) - Original Soundtrack Recording - Artistes Variés - Andy joue sur Drum Battle.
- 1966 : The Art of Chris Farlowe de Chris Farlowe & The Thunderbirds.
- 2008 : B-Sides The Beatles de The Smithereens.
- 2017 : Car Interior Techno - Artistes Variés - Sur Sudden - Cette pièce a été enregistrée peu avant sa mort.

## DVD
- 1995 : Deutsches Jazzfestival 1995 de Ginger Baker Trio